# .museum
.museum ist eine generische Top-Level-Domain (gTLD), die am 20. Oktober 2001 eingeführt wurde. Sie geht auf einen Beschluss der ICANN aus dem Jahr 2000 zurück und richtet sich primär an Museen. Sie wird vom gemeinnützigen Verein Museum Domain Management mit Sitz im schwedischen Stockholm organisatorisch und technisch verwaltet.
Im Vergleich zu anderen Top-Level-Domains ist .museum unbedeutend. Experten gehen davon aus, dass im November 2003 schätzungsweise nur 3.000 Adressen unterhalb der Top-Level-Domain registriert waren. Die Vergabekriterien für .museum wurden zuletzt im Jahr 2005 gelockert: Seitdem sind Domains auf zweiter Ebene (beispiel.museum) möglich, darüber hinaus werden internationalisierte Domainnamen unterstützt.